# Leanid Lewin
Leanid Miendelewicz Lewin (biał. Леанід Мендэлевіч Левін, ros. Леонид Менделевич Левин, Leonid Miendielewicz Lewin; ur. 25 lipca 1936 w Mińsku, zm. 1 marca 2014 tamże) – białoruski architekt narodowości żydowskiej, autor i współautor wielu zespołów urbanistycznych, budynków i pomników na terenie Mińska, Białorusi i Rosji.

## Życiorys

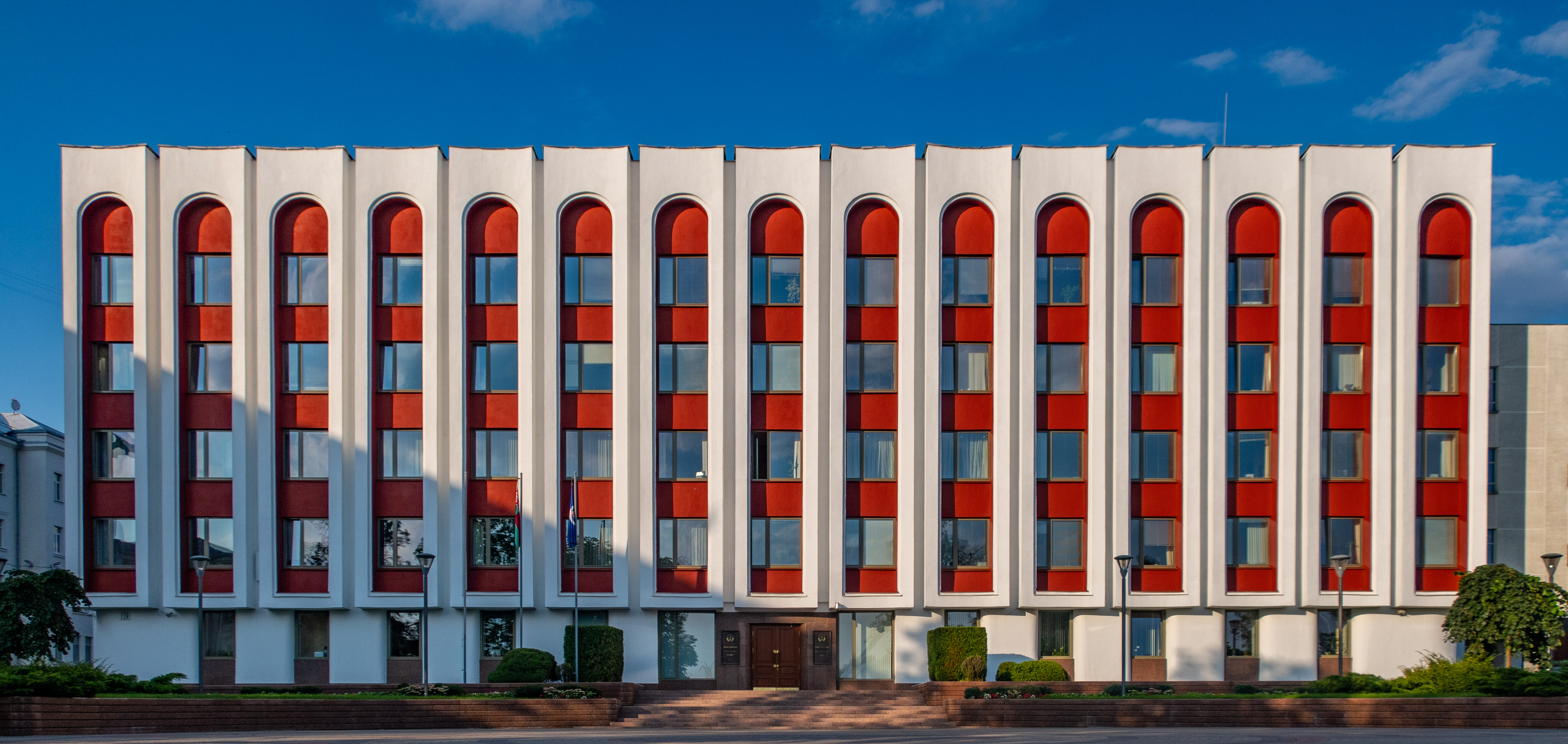
Budynek Ministerstwa Spraw Zagranicznych Białorusi

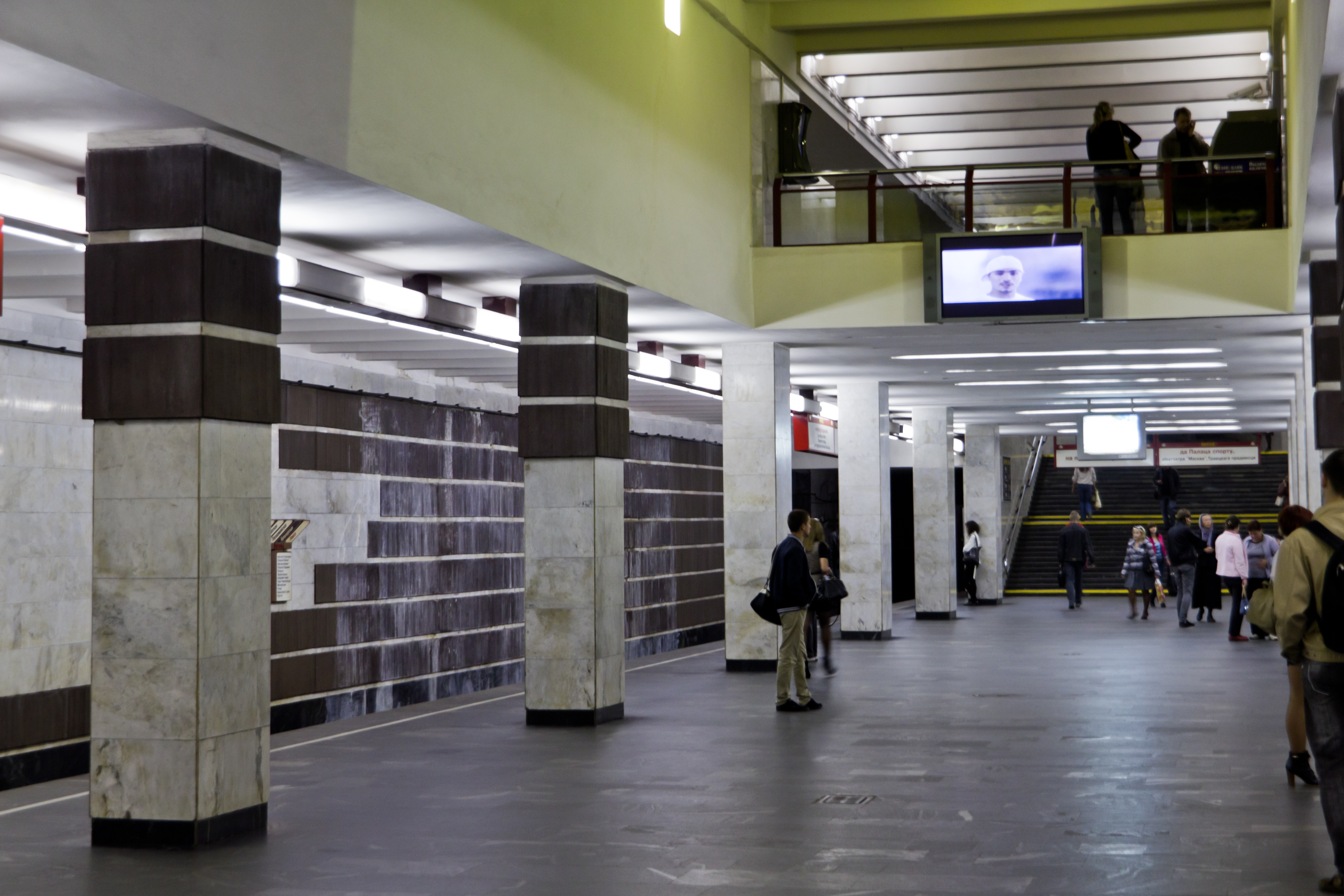
Stacja metra „Niamiha”

Urodził się 25 lipca 1936 w Mińsku, w Białoruskiej SRR, ZSRR. W 1960 roku ukończył Białoruski Państwowy Instytut Politechniczny. W 1997 roku otrzymał tytuł akademika Białoruskiej Akademii Architektury. W latach 1960–1997 pracował w Instytucie „Mińskprojekt”. Następnie był kierownikiem twórczej pracowni architektonicznej. Zgodnie z jego projektem wybudowany został pawilon Republikańskiego Centrum Wystawowego (1968), budynek byłego Komitetu Miejskiego Komunistycznej Partii Białorusi (1979, obecnie siedziba Ministerstwa Spraw Zagranicznych Białorusi), stacje metra „Płoszcza Lenina” (1984), i „Niamiha” (1990). Lewin był współautorem projektów rozplanowania i zabudowy centrum Mińska (1970–1975), Prospektu Maszeraua (obecnie Prospekt Zwycięzców), rekonstrukcji Troickiego Przedmieścia (1980–1986), pomników architektonicznych „Chatyń”, „Wyłom”, „Katiusza”, „Wyklęcie faszyzmu”, pomników Janki Kupały i Jakuba Kołasa w Mińsku (oba 1972), „Żołnierskie pole” w Wołgogradzie i wielu innych.
Leanid Lewin był prezesem Białoruskiego Zrzeszenia Organizacji i Gmin Żydowskich oraz prezesem Mińskiej Żydowskiej Fundacji Charytatywnej Chesed-Rachamim.

## Nagrody
- Nagroda Leninowskiego Komsomołu Białorusi (1967);
- Nagroda Leninowska (1970)[3].

## Życie prywatne
Leanid Lewin był żonaty, miał córkę. Zarówno żona, jak i córka były architektami.